# الرخام السائل

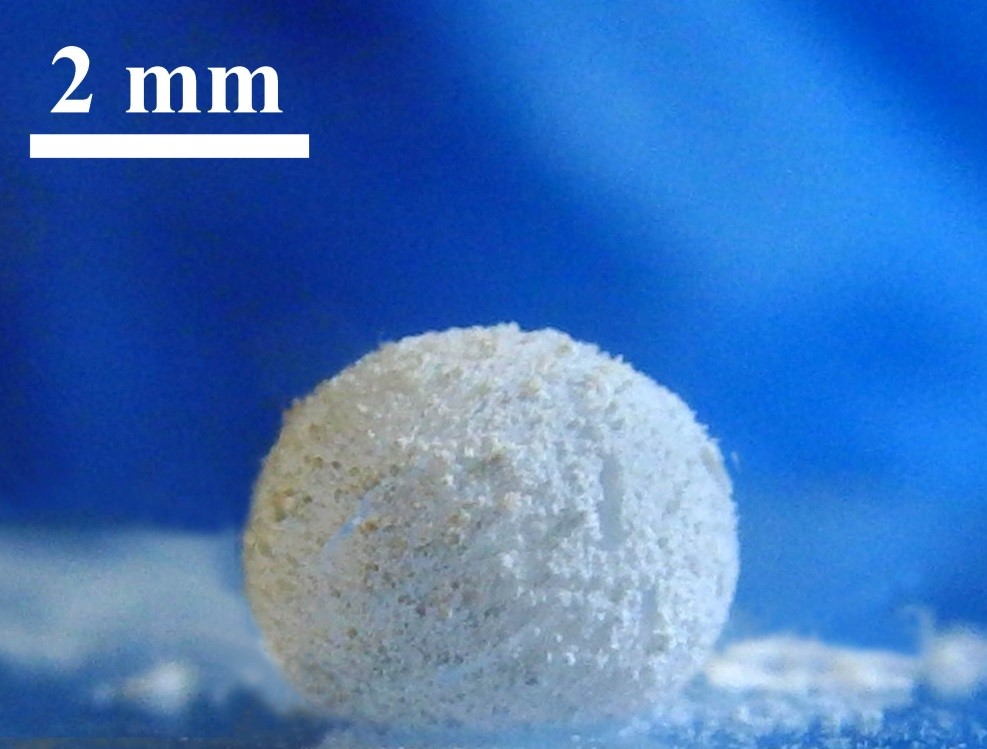
20 ميكرولتر من الرخام السائل المطلي بمسحوق التفلون

الرخام السائلة هي قطرات غير لاصقة (في الصورة العادية سائل) ملفوفة بواسطة ميكر-نانو منر من الحجم النافرة للماء، الجزيئات6 الغروية (تفلون، البولي إثيلين، مسحوق يكوبوديوم، أسود الكربون، الخ)؛ تقدم تنوع واسع لمجموعة متنوعة من البرامج الكيميائية والبيولوجية. كما تتوفر كرات الرخام السائلة بشكل طبيعي؛ حشرات المن تحول قطرات الندى إلى رخام. بالاستطاعة تحويل مجموعة مختلفة من السوائل العضوية وغير العضوية إلى جزيات رخامية سائلة. يظهر الرخام السائل صفات مرنة ولا يتحد عند ارتداده أو ضغطه برفق. يُظهر الرخام السائل قدرات مثل التي في المفاعلات الدقيقة، والحاويات الدقيقة لنمو الكائنات الدقيقة والخلايا، وأجهزة الموائع الدقيقة، بل وقد تم استخدامها في الحوسبة غير التقليدية. يبقى الرخام السائل ملتصقا في الأسطح الصلبة والسائلة. تم الإعلان عن إحصائيات وديناميكيات دحرجة وارتداد الرخام السائل. تم الكشف عن جزيئات رخامية سائلة مغلفة بجزيئات متعددة متشتتة وجزيئات أحادية التشتت. لا يتم تغليف الرخام السائل بإحكام بجزيئات صلبة ولكنه متصل بالمرحلة الغازية. تم التحقيق في حركية تبخر الرخام السائل.

## الكرات المائية بين الوجه
تم الالإفصاح عن الرخام السائل لأول مرة بواسطة البروفيسور أوسيلوكس والدكتور كويري  في عام 2001، حيث قاموا بوصف طريقة حديثة لإنشاء قطرات ماء محمولة في بيئة الغلاف الجوي مع غلاف نافر للماء على سطحها الخارجي لمنع التلامس بين الماء والأرض الصلبة (شكل 1). يقدم الرخام السائل نوجها جديدًا لنقل الكتلة السائلة على السطح الصلب، والذي يحول بشكل كامل الحاويات الزجاجية غير المريحة إلى طلاء مرن يحدده المستخدم نافر للماء ويتكون من مساحيق من مواد الطاردة للماء. منذ ذلك الوقت، تم التحقيق على نطاق واسع في تطبيقات الرخام السائل عند النقل بكميات ضخمة دون تكلفة، والموائع الدقيقة والمفاعلات الدقيقة. ومع ذلك، فإن الرخام السائل يعكس فقط السلوك المائي عند السطح البيني الصلب والهواء، في حين لا يوجد تقرير عن سلوك الماء في السطح البيني السائل والسائل، نتيجة لما يسمى بظاهرة الاندماج التعاقبي.

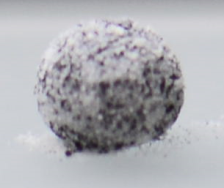
شكل 1. رخام سائل يجلس على شريحة زجاجية.

عندما تكون قطرة ماء على اتصال بخزان ماء، فإنها ستتقلص بسرعة من الخزان وتشكل قطيرة أصغر حجما، بينما ستستكمل هذه القطرة الابنة في المرور بعملية انشقاق مشابهه بقبضة التلامس حتى اكتمال الاندماج في الخزان، فإن مزيج أو ملخص عمليات الاندماج المتشابهة ذاتيًا تسمى سلسلة الاندماج. تمت دراسة الذاتية الأساسية لتسلسل الاندماج بالتفصيل إلا أنه كانت هناك مجرد محاولة للتحكم بها والاستفادة منها. حتى وقت قريب، ليوت أول. قام بملأ هذا الفراغ بتقديم طريقة جديدة للسيطرة للسيطرة على الاندماج باستخدام طلاء ذو بنية نانوية في السطح البيني السائل والسائل، وهو الرخام السائل البيني.

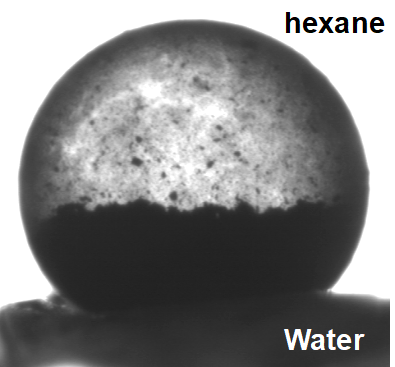
الشكل 2. رخام مائي بيني يجلس على واجهة الهكسان المائية.

على غرار الرخام السائل في السطح البيني للهواء الصلب، يتم صناعة الرخام السائل البيني على سطح الهكسان / الماء عن طريق استخدام قطرات الماء مع طبقة سطحية تتكون من مواد نانوية ذات قابلية خاصة لتلقي الرطوبة (الشكل 2). لتحقيق رخام الماء البيني عند سطح الهكسان / الماء، من المهم أن يكون حجم الجسيمات منفردة عند سطح الطلاء صغير قدر الإمكان، بحيث يمكن تصغير حجم منطقة التلامس بين الجسيمات وخزان الماء؛ يُفضل أيضًا قابلية خاصة للبلل مع مقاومة الماء المختلطة لتشكيل رخام الماء بين السطح. يمكن تصنيع رخام الماء السطحي عن طريق طلاء قطرة ماء بمواد صغيرة جدا ذات قدرة خاصة للبلل، مثل أسلاك الكربون النانونية الهجينة وأكسيد الجرافين. بعد ذلك يتم وضع طبقة طلاء ثانوية من فلوريد البولي فينيلدين (PVDF) على قطرة الماء المطلية. يتم بعد ذلك إلقاء قطيرة الماء المغطاة بطبقة النانو بصورة مزدوجة في خليط الهكسان / الماء ووقوفها في النهاية عند واجهة الهكسان / الماء لإنتتاج رخام الماء البيني. في هذه العملية، انتشر طلاء PVDF بسرعة إلى الهكسان لموازنة التفاعل الكارثي للماء بين الهكسان وقطرة الماء، في حين يتم جمع المواد الأخرى بسرعة ذاتية في طبقة حامية لها بنية نانوية على السطح الخارجي للقطرة عن طريق تأثير مارانغوني.
يمكن أن يقاوم رخام الماء البيني تمامًا تسلسل الاتحاد ويوجد بصورة مستمرة في واجهة الهكسان / الماء تقريبا، شريطة ألا عدم استهلاك طولا الهكسان بالتبخير. يمكن أن تحقق كرات الماء السطحية أيضًا سلسلة من الحركات المستجيبة للمحفزات غن طريق اتحاد المواد الوظيفية في الطبقة السطحية للطلاء. نظرًا لتميزها في كل من الشكل والسلوك، يُفترض أن تكون لكرات الماء البينية تطبيقات رائعة في الموائع الدقيقة والمفاعلات الدقيقة والنقل الجماعي.